# Швединівка (Олександрійський повіт)
Швединовка (Швединова) (рос.) — колишнє поселення Єлісаветградського і Олександрійського повіту, входило в прихід Свято-Покровської церкви с. Бокове.
На 1801 рік «Швединовка ни в каком приходе по новому заселению, от самого ближайшего селения Варваровского в 18 от Бокового же, в 10 Мажаровки в 5 верстах»
Зі справи про будівництво церкви в Боковій дізнаємось: «По силе указа Новороссийской духовной консистории учиненная ведомства Елисаветградского духовного правления четвертой части благочиния обретающихся помещичьего штаба капитана Михаила Швединова слободы Швединовки людях мужского и женского пола. Ноября 20 дня 1801 года.
Карп Ткач, жена его Василина, дети его Петр, Евдокия и Лукерья; Антон Куренный, жена его Наталия, у них сыновья Сидор, Артем, Константин и Петр; Клим Демченко, жена его Анна; Дмитрий Караченко, жена его Марина; Андрей Григоренко, жена его Анна; Иван Литвин, жена его Агафья, дети их — Роман, Иаков, Параскевия, Ефросиния, зять их Иеремей, жена его Ирина; Иван Орлянский, жена его Параскева; Пантелеймон Чуйкин, жена его Параскева; Игнат Лимеш, дети их — Роман, Лукьян, Степан; Евстафий Мокляк, жена его Марина, дети их — Моисей и Анна; Матвей Пищанский, жена его Наталия, дети их — Павел, Лаврентий; Игнат Тренковский, жена его Евдокия, дети их — Трофим, Иван, Мария; Федор Подлисник, жена его Агафья, дети их — Роман, Павел, Семен».
З документу від 09.09.1808 дізнаємося — «…Александрийского уезда сельца Швединовки владения капитана Михаила Яковлева сына Швединова.»